# Jerzy Dargiel
Jerzy Bonawentura Dargiel, ps. Henryk, Jimmy, Kali, Juda (ur. 14 lipca 1917 w Warszawie, zm. 21 sierpnia 1973 w Warszawie) – podporucznik AK, aktor filmowy, teatralny i lalkowy, reżyser, dyrektor teatrów, nauczyciel, kompozytor i autor tekstów piosenek, spiker radiowy. Harcmistrz, członek GK ZHP.

## Życiorys

### Okres międzywojenny
Urodził się w rodzinie nauczycieli: Wacława i Aleksandry z Kuciów, jego matka była autorką elementarza Chcę czytać, ojciec był kierownikiem szkoły powszechnej nr 130 przy ul. Otwockiej. Oboje rodzice amatorsko zajmowali się aktorstwem i muzyką. Matką chrzestną Jerzego Dargiela była działaczka oświatowa Stefania Sempołowska.
Po ukończeniu 4 klas szkoły podstawowej na Targówku w latach 1929–1934 uczył się w Gimnazjum im. Króla Władysława IV w Warszawie, w wieku 12 lat wstąpił do 17 Warszawskiej Drużyny Harcerskiej w hufcu Praga. Był „zapiewajłą” drużyny, grał i śpiewał na ogniskach i kominkach harcerskich, a w latach 1934–1935 był drużynowym Siedemnastki. W 1934 z powodu zatargów z wychowawcą klasy na tle światopoglądowym przeniósł się do Liceum Ogólnokształcącego im. Mikołaja Reja, w tym samym roku został też przybocznym zuchowym w 8 WDH w hufcu Warszawa Powiśle, następnie wodzem zuchowym i od 1937 drużynowym 12 WDH im. Władysława Warneńczyka przy szkole powszechnej na ul. Otwockiej 3 na Pradze. W klasie maturalnej w 1935 otrzymał stopień podharcmistrza. Uczestniczył w Jubileuszowym Zlocie Harcerstwa Polskiego w Spale w 1935 roku i w składzie reprezentacji ZHP na V Jamboree w Vogelenzang w 1937 roku. Działał też w Kręgu Instruktorów im. Mieczysława Bema.
Ukończył w 1938 Państwowe Pedagogium Męskie im. Stanisława Konarskiego w zakresie języka polskiego. Równolegle studiował aktorstwo w Państwowym Instytucie Sztuki Teatralnej i rozpoczął działalność artystyczną w prowadzonym przez Juliusza Osterwę szkolnym teatrze „Reduta”.

### Okres konspiracji
We wrześniu 1939 roku zgłosił się do Straży Obywatelskiej w Warszawie, podczas nalotu 9 września raniony w twarz. Należał do konspiracyjnej organizacji Polska Ludowa Akcja Niepodległościowa, a po jej rozbiciu wstąpił do Szarych Szeregów. W latach 1940–1942 studiował na tajnym wydziale nauczycielskim Konserwatorium Warszawskiego (w klasie skrzypiec), jednocześnie aż do wybuchu powstania warszawskiego pracował w Szkole Zawodowej nr 34 przy ul. Łukiskiej na Grochowie, nauczając śpiewu i języka polskiego (oficjalnie przedmiot nazywał się korespondencja). Pracował także w szkołach na Powiślu i Starym Mieście, prowadził tajne nauczanie i uczestniczył w wystawianiu nielegalnie sztuk teatralnych dla dzieci. W 1943 roku otrzymał stopień harcmistrza, w 1943–1944 był słuchaczem ostatniego kursu konspiracyjnej Szkoły Podchorążych Rezerwy Piechoty Agricola, którą rozsławił w swojej piosence Dorota (imię to było kryptonimem jego klasy „D” w Agricoli).
Był współtwórcą i instruktorem Akcji „M” (Młodzież) w komendzie Chorągwi Warszawskiej – wychowania patriotycznego skierowanego do młodzieży niezorganizowanej, wizytatorem „Pasieki”, prowadził zajęcia „Szkoły za lasem”. W 1944 roku był komendantem Bloku Reduta (hufiec Wola) Szarych Szeregów. W powstaniu warszawskim awansowany na podporucznika, pełnił funkcję dowódcy IV plutonu 1 kompanii batalionu „Parasol”. Uczestniczył w walkach na Woli i Starym Mieście, gdzie we wrześniu został ranny, następnie ewakuował się kanałami do Śródmieścia i uczestniczył w działalności Harcerskiej Poczty Polowej.
Po upadku powstania przedostał się do Częstochowy i pracował jako pomocnik elektromontera w warsztacie rzemieślniczym.

### Czasy powojenne
Po wojnie był w 1945 roku spikerem w Polskim Radiu i pracował jako aktor w teatrach warszawskich.
Nadal czynnie prowadził działalność instruktorską w Związku Harcerstwa Polskiego – był członkiem Tymczasowej Naczelnej Rady Harcerskiej (1945) i kierownikiem Działu Wychowania Artystycznego Naczelnictwa ZHP (od 1945) i Wydziału Wychowania Artystyczno-Literackiego Głównej Kwatery Harcerzy, kierownikiem Wydziału Kultury i Sztuki Komendy Chorągwi Warszawskiej (1945–1946); inspektorem Wychowania Artystycznego Naczelnictwa ZHP (1947–1948). Był twórcą i kierownikiem „HOPKI” – Harcerskiego Ośrodka Pracy Kulturalno-Artystycznej, jurorem wielu przeglądów i festiwali piosenki harcerskiej. Prowadził harcerskie audycje radiowe, organizował liczne kursy instruktorskie, w tym I i II Zimową Akcję Szkolenia Przodowników Artystycznych w 1946/1947 i 1947/1948.
Po likwidacji harcerstwa w latach 50. zaangażował się w działalność Polskiego Towarzystwa Turystyczno-Krajoznawczego. Po Zjeździe Łódzkim wszedł w skład Głównej Kwatery Harcerstwa, z której ustąpił w 1958 roku wraz z gronem współpracowników Aleksandra Kamińskiego. Do 1959 roku był członkiem Naczelnej Rady Harcerskiej.

W latach 1950–1952 studiował na Wydziale Reżyserii Państwowej Wyższej Szkoły Teatralnej. W okresie 1950–1973 pracował w Teatrze Baj (Kukłowy Teatr Młodego Widza Baj, od 1954 – Państwowy Teatr Lalek Baj, od 1957 – Państwowy Teatr Lalki i Aktora Baj), w którym piastował stanowisko dyrektora, wyreżyserował ok. 30 przedstawień i do wielu z nich napisał muzykę. Wystąpił w rolach epizodycznych w filmach Celuloza, Domek z kart i Ogniomistrz Kaleń, grał też w Teatrze Współczesnym.

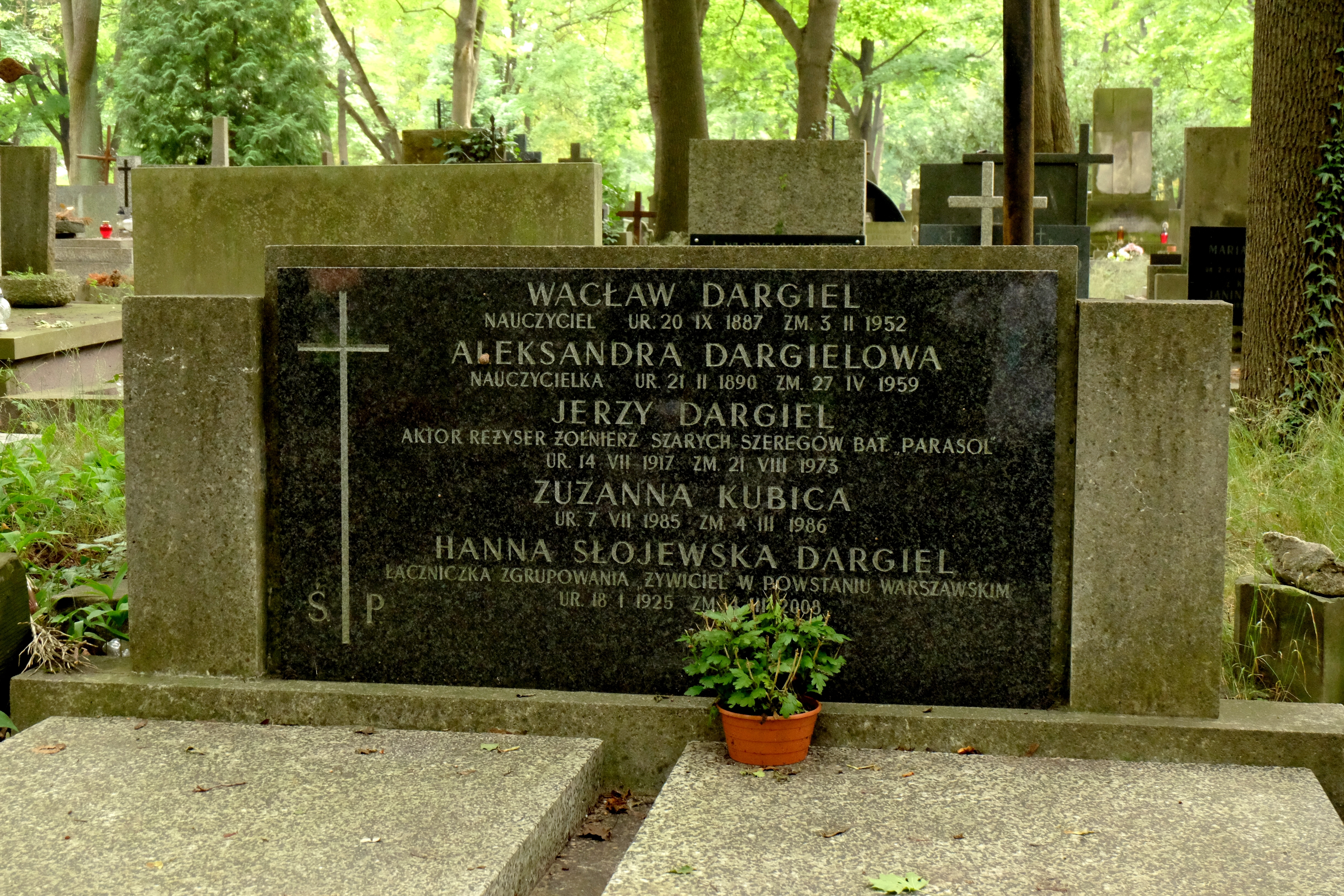
Grób aktora Jerzego Dargiela na cmentarzu Powązkowskim w Warszawie

Był autorem m.in. piosenek: Jamboree 1937, Hymn Bojowych Szkół, Przez pola, lasy i łąki, harcerskiej kolędy Pana Jezusowa Szara Kołysanka oraz harcerskiego marsza żałobnego Żałobne chylimy sztandary. Wraz z Elżbietą Dziębowską wydał kilka śpiewników harcerskich, m.in. Śpiewnik zastępowego.
W 1958 roku Jerzy Dargiel poślubił Hannę Krystynę Słojewską.
Zmarł w Warszawie, pochowany na cmentarzu Powązkowskim (kwatera 320-III-10,11).

## Ordery i odznaczenia
- Krzyż Kawalerski Orderu Odrodzenia Polski (1964)
- Warszawski Krzyż Powstańczy
- Medal za Warszawę 1939–1945
- Medal 10-lecia Polski Ludowej (19 stycznia 1955)[6]

## Upamiętnienie
Dnia 16 marca 1974 jego imieniem nazwano salę teatru „Gawęda” w warszawskim Pałacu Kultury i Nauki.